# Arnulf Neuwirth

Mosaik in der Troststraße 22, Wien-Favoriten. 1954

Arnulf Neuwirth (* 4. Jänner 1912 in Gablitz, Niederösterreich; † 6. Februar 2012 in Eggenburg) war ein österreichischer Künstler.

## Leben
Neuwirth studierte von 1930 bis 1937 an der Wiener Akademie der bildenden Künste bei Karl Sterrer und interessierte sich, von seinem Lehrer angeleitet, für ostasiatische Landschaftsmalerei. Nach weiten Reisen und Militärdienst im Rahmen einer Dolmetscherkompanie im Zweiten Weltkrieg wurde Neuwirth nach 1945 Mitbegründer der Künstlergruppe Der Kreis, deren Vorsitzender er von 1950 bis 1972 war. In den späten 1950er Jahren kehrte er nach Niederösterreich zurück, nach Radschin und später nach Eggenburg, den Orten seiner Kindheit, wo er bis zuletzt lebte. Künstlerisch arbeitete er zunächst hauptsächlich als Zeichner und Aquarellist, später mit Collagen. Neuwirth lehrte von 1953 bis 1972 an der Modeschule Wien in Schloss Hetzendorf.

## Radschin Verlag
Zahlreiche seiner Werke veröffentlichte er im Radschin Verlag in Kautzen, den er selbst betrieb. Gemeinsam mit Joachim Angerer, Lotte Ingrisch, Gottfried von Einem, Elisabeth Koller-Glück, Alois Vogel, Roman Roček, Christiane Singer, Karl Löbl, Heinrich Reinhart, Oscar Wiktoria, Eduard Führer und anderen verlegte er zahlreiche heimatkundliche oder kunst- und kulturbezogene Bücher, wobei er die künstlerische Ausfertigung übernahm und Grafiken beisteuerte.

## Publikationen
- Chroniken der portugiesischen Seefahrer. Amandus-Edition, Wien 1947.
- Internationale Graphik 1952. Katalog, Künstlerhaus, Hellbrunner Str. 3, Galerie "Kunst der Gegenwart", Salzburg 1952.
- Abstraktion. Verlag Bruder Rosenbaum, Wien 1956.
- Malerei und Collage. Monographie von Robert Waissenberger, Verlag Jugend & Volk, Wien München 1967.
- Heimatmuseum Waidhofen an der Thaya. Kunstmappe, Waidhofen an der Thaya 1985.

## Anerkennungen
- 1936: Paris Preis
- 1966: Preis der Stadt Wien für Bildende Kunst
- 1968: Kulturpreis des Landes Niederösterreich
- 1982: Goldene Ehrenmedaille der Stadt Wien
- 1986: Ehrenkreuz für Wissenschaft und Kunst
- 1987: Die österreichische Post legt eine Sonderbriefmarke auf.[1]
- 2002: Großes Goldenes Ehrenzeichen für Verdienste um das Bundesland Niederösterreich[2]
- Ehrenbürger der Marktgemeinde Kautzen
- Straßenbenennungen in Dobersberg, Eisgarn, Kautzen und Litschau

## Ausstellungen
- 2011–2012: Arnulf Neuwirth. Die drei Jahreszeiten. Ausstellung zum 100. Geburtstag im Museum Niederösterreich.[3]

## Werke
- Radschin im Schnee (1964)